# Championnat du Portugal de football 2020-2021
Navigation
Championnat du Portugal de football 2019-2020 Championnat du Portugal de football 2021-2022
Le Championnat du Portugal de football 2020-2021, ou Liga NOS 2020-2021, est la 87e édition du championnat du Portugal de football.
Le FC Porto remet son titre en jeu. La saison est remportée par le Sporting CP.

## Organisation de la compétition
Dix-huit équipes s'affrontent au sommet selon le principe des matches aller et retour, au fil de trente-quatre journées. Les quinze équipes les mieux classées de la saison précédente composent l'élite du football portugais. Elles sont rejoints par les deux équipes promues de la Liga Pro 2019-2020.
À l'issue de la saison, six places qualificatives pour les compétitions européennes sont attribuées aux quatre équipes les mieux classées, ainsi qu'au vainqueur de la coupe nationale.
Trois places sont qualificatives pour la Ligue des champions de l'UEFA 2021-2022, qui sont attribuées aux trois premiers, deux pour la phase de groupe, l'autre donnant accès au troisième tour de qualification pour non-champions.
Deux autres places donnent accès, pour les équipes classées 4e et 5e, à la Ligue Europa Conférence 2021-2022, respectivement pour les troisième et deuxième tours de qualification. Une dernière place pour la Ligue Europa 2021-2022 est attribuée au vainqueur de la Taça de Portugal 2020-2021, qui lui donne un accès direct à la phase de groupe.

Si le vainqueur de la coupe nationale est également qualifié pour la Ligue des Champions, alors son accès direct à la phase de groupe de la Ligue Europa est attribué à l'équipe classée en 4e position. Ceci décale l'ordre d'attribution des places qualificatives en Ligue Europa Conférence : le 5e accède donc au troisième tour de qualification et une place se libère pour le 6e, qui accède lui au deuxième tour de qualification.
À l'inverse, les clubs finissant aux 17e et 18e places sont relégués en Liga Portugal 2 SABSEG 2021-2022.

### Critères de départage
Chaque équipe reçoit trois points pour une victoire, un pour un match nul et aucun en cas de défaite.
Durant la compétition
- Il est important de préciser que pour établir le classement journée par journée, les critères appliqués pour le départage des clubs sont les suivants :

1. Plus grand nombre de points obtenus par les clubs à égalité, en confrontation directe
2. Plus grande différence de buts particulière entre les clubs à égalité
3. Plus grand nombre de buts marqués à l'extérieur entre les clubs à égalité, en confrontation directe
4. Plus grande différence de buts sur l'ensemble de la compétition
5. Plus grand nombre de victoires sur l'ensemble de la compétition
6. Plus grand nombre de buts marqués sur l'ensemble de la compétition

- Si les deux matches (aller et retour) entre les équipes à égalités n'ont pas encore été joués, les critères 2. et 3. qui sont prévus ne seront pas appliqués.
- Si malgré tout, après avoir appliqué les précédents critères, il subsiste deux clubs ou plus en situation d'égalité, il est alors attribué à tous la même position dans le classement.

À l'issue du championnat
- La Ligue Portugaise de Football Professionnel (LPFP) a déterminé que le départage des équipes se retrouvant avec égalité de nombre de points, se fait comme suit, selon l'ordre de priorité :

1. Plus grand nombre de points obtenus par les clubs à égalité, en confrontation directe
2. Plus grande différence de buts particulière entre les clubs à égalité
3. Plus grand nombre de buts marqués à l'extérieur entre les clubs à égalité, en confrontation directe
4. Plus grande différence de buts sur l'ensemble de la compétition
5. Plus grand nombre de victoires sur l'ensemble de la compétition
6. Plus grand nombre de buts marqués sur l'ensemble de la compétition

- Si, malgré l'application successive de tous les critères établis dans l'article ci-dessus, il subsiste encore une situation d'égalité, le départage se fait comme suit :

En cas d'égalité entre deux clubs, seulement :
1. Réaliser un match d'appui entre les deux clubs, sur terrain neutre désigné par la LPFP
2. Si, à la fin du temps réglementaire, l'égalité subsiste, une période de prolongation de trente minutes, divisée en deux périodes de quinze minutes chacune, sera alors accordée
3. S'il subsiste encore une situation d'égalité à la fin de la période de prolongation, la désignation du vainqueur se fera par le biais d'une séance de tirs au but, en accord avec les Lois du Jeu

En cas d'égalité entre plus de deux clubs :
1. Réaliser une compétition en toute ronde simple, sur terrain neutre, pour désigner le vainqueur
2. Si, à la fin de cette compétition, aucun vainqueur n'a été désigné, et qu'il reste deux équipes ou plus en situation d'égalité, procéder alors au départage en reprenant tous les critères depuis le début

Source : ligaportugal.pt

## Les clubs participants
| Club                 | Se maintient depuis | Budget en M€ | Classement 2019-2020 | Entraîneur        | Depuis | Stade                         | Capacité théorique | Ville                   | Nombre de saison en Liga NOS |
| -------------------- | ------------------- | ------------ | -------------------- | ----------------- | ------ | ----------------------------- | ------------------ | ----------------------- | ---------------------------- |
| FC Porto             | 1934                | 90           | 1er                  | Sérgio Conceição  | 2017   | Estádio do Dragão             | 50 033             | Porto                   | 87                           |
| SL Benfica           | 1934                | 100          | 2e                   | Jorge Jesus       | 2020   | Estádio da Luz                | 65 647             | Lisbonne                | 87                           |
| SC Braga             | 1974                | 25           | 3e                   | Carlos Carvalhal  | 2020   | Estádio Municipal de Braga    | 30 286             | Braga                   | 65                           |
| Sporting CP          | 1934                | 70           | 4e                   | Rúben Amorim      | 2020   | Estádio José Alvalade XXI     | 50 095             | Lisbonne                | 87                           |
| Rio Ave FC           | 2007                | 10           | 5e                   | Miguel Cardoso    | 2021   | Estádio dos Arcos             | 12 500             | Vila do Conde           | 27                           |
| FC Famalicão         | 2019                | 7            | 6e                   | Ivo Vieira        | 2021   | Estádio Municipal 22 de Junho | 8 000              | Vila Nova de Famalicão  | 8                            |
| Vitória Guimarães    | 2007                | 20           | 7e                   | Bino              | 2021   | Estádio D. Afonso Henriques   | 30 000             | Guimarães               | 76                           |
| Moreirense FC        | 2014                | 5            | 8e                   | Vasco Seabra      | 2020   | Parque J. de Almeida Freitas  | 6 153              | Moreira de Cónegos (pt) | 11                           |
| CD Santa Clara       | 2018                | 4            | 9e                   | Daniel Ramos      | 2020   | Estádio de São Miguel         | 13 277             | Ponta Delgada           | 6                            |
| Gil Vicente FC       | 2019                | 5,5          | 10e                  | Ricardo Soares    | 2020   | Estádio Cidade de Barcelos    | 12 568             | Barcelos                | 20                           |
| CS Marítimo          | 1985                | 9            | 11e                  | Julio Velázquez   | 2021   | Estádio dos Barreiros         | 10 600             | Funchal                 | 41                           |
| Boavista FC          | 2014                | 3,5          | 12e                  | Jesualdo Ferreira | 2020   | Estádio do Bessa XXI          | 28 263             | Porto                   | 58                           |
| FC Paços de Ferreira | 2019                | 3            | 13e                  | Pepa              | 2019   | Estádio da Mata Real          | 9 077              | Paços de Ferreira       | 22                           |
| CD Tondela           | 2015                | 3            | 14e                  | Pako Ayestarán    | 2020   | Estádio João Cardoso          | 5 000              | Tondela                 | 6                            |
| B-SAD                | 2018                | 3            | 15e                  | Petit             | 2020   | Estádio do Jamor              | 37 593             | Lisbonne                | 3                            |
| Portimonense SC      | 2017                | 3,5          | 17e                  | Paulo Sérgio      | 2020   | Estádio do Portimão           | 9 200              | Portimão                | 18                           |
| CD Nacional          | 2020                | 4,5          | 1er (D2)             | Manuel Machado    | 2021   | Estádio da Madeira            | 5 200              | Funchal                 | 20                           |
| SC Farense           | 2020                | 3,5          | 2e (D2)              | Jorge Costa       | 2021   | Estadio de São Luís           | 12 000             | Faro                    | 24                           |

| \| Marítimo Nacional \| Clubs participants de l'île de Madère. |
| Marítimo Nacional                                              |

| \| Santa Clara \| Club participant de l'archipel des Açores. |
| Santa Clara                                                  |

| \| B-SAD SL Benfica Boavista Braga Famalicão Gil Vicente Moreirense P. Ferreira Portimonense SC FC Porto Rio Ave Sporting CP Tondela V. Guimarães SC Farense \| Clubs participants du Portugal Continental. |
| B-SAD SL Benfica Boavista Braga Famalicão Gil Vicente Moreirense P. Ferreira Portimonense SC FC Porto Rio Ave Sporting CP Tondela V. Guimarães SC Farense                                                   |

## Compétition

### Classement
| Rang | Équipe                | Pts | J  | G  | N  | P  | Bp | Bc | Diff |
| ---- | --------------------- | --- | -- | -- | -- | -- | -- | -- | ---- |
| 1    | Sporting CP L         | 85  | 34 | 26 | 7  | 1  | 65 | 20 | +45  |
| 2    | FC Porto T S          | 80  | 34 | 24 | 8  | 2  | 74 | 29 | +45  |
| 3    | SL Benfica            | 76  | 34 | 23 | 7  | 4  | 69 | 27 | +42  |
| 4    | SC Braga C            | 64  | 34 | 19 | 7  | 8  | 53 | 33 | +20  |
| 5    | FC Paços de Ferreira  | 53  | 34 | 15 | 8  | 11 | 40 | 41 | -1   |
| 6    | CD Santa Clara        | 46  | 34 | 13 | 7  | 14 | 44 | 36 | +8   |
| 7    | Vitória Guimarães     | 43  | 34 | 12 | 7  | 15 | 37 | 44 | -7   |
| 8    | Moreirense FC         | 43  | 34 | 10 | 13 | 11 | 37 | 43 | -6   |
| 9    | FC Famalicão          | 40  | 34 | 10 | 10 | 14 | 40 | 48 | -8   |
| 10   | Belenenses SAD        | 40  | 34 | 9  | 13 | 12 | 25 | 35 | -10  |
| 11   | Gil Vicente FC        | 39  | 34 | 11 | 6  | 17 | 33 | 42 | -9   |
| 12   | CD Tondela            | 36  | 34 | 10 | 6  | 18 | 36 | 57 | -21  |
| 13   | Boavista FC           | 36  | 34 | 8  | 12 | 14 | 39 | 49 | -10  |
| 14   | Portimonense SC       | 35  | 34 | 9  | 8  | 17 | 34 | 41 | -7   |
| 15   | CS Marítimo           | 35  | 34 | 10 | 5  | 19 | 27 | 47 | -20  |
| 16   | Rio Ave FC            | 34  | 34 | 7  | 13 | 14 | 25 | 40 | -15  |
| 17   | SC Farense P          | 31  | 34 | 7  | 10 | 17 | 31 | 48 | -17  |
| 18   | Nacional da Madeira P | 25  | 34 | 6  | 7  | 21 | 30 | 59 | -29  |

Qualifications européennes
Ligue des champions 2021-2022
- 1er et 2e : Phase de groupes
- 3e : 3e tour de qualification pour non-champions

Ligue Europa 2021-2022
- C : Phase de groupes

Ligue Europa Conférence 2021-2022
- 5e: 3e tour de qualification
- 6e : 2e tour de qualification

Relégations
- 16e : Barrages de relégation
- 17e et 18e : Relégation en Liga Portugal 2 SABSEG 2021-2022

Abréviations
T : Tenant du titre 2019-2020 

P : Promus de Liga Pro 2019-2020 

S : Vainqueur de la Supertaça de Portugal 2020 

C : Vainqueur de la Taça de Portugal 2020-2021 

L : Vainqueur de la Taça da Liga 2020-2021
1. ↑  Le Vitória Guimarães se place devant le Moreirense FC selon le critère des confrontations directes.
2. ↑  Le FC Famalicão se place devant le Belenenses SAD selon le critère des confrontations directes.
3. ↑  Le CD Tondela se place devant le Boavista FC selon le critère des confrontations directes.
4. ↑  Le Portimonense SC se place devant le CS Marítimo selon le critère des confrontations directes.

Source : ligaportugal.pt.

### Barrages de relégation
Le 16e de première division affronte le 3e de deuxième division. Les matchs ont lieu les 26 et 30 mai 2021.
| Équipe         | Aller | Total | Retour | Équipe          |
| -------------- | ----- | ----- | ------ | --------------- |
| FC Arouca (D2) | 3 - 0 | 5 - 0 | 2 - 0  | Rio Ave FC (D1) |

Légende des couleurs
- Le club se maintient en première division.
- Promotion en première division.
- Le club reste en deuxième division.
- Relégation en deuxième division.

## Statistiques

### Leader par journée
Dernière mise à jour : 19 mai 2021

### Lanterne rouge par journée
Dernière mise à jour : 19 mai 2021

### Résultats
| Résultats (▼dom., ►ext.)                                   | Ben | Boa | BSAD | Bra | Fam | Far | Gil.V | Mar | Mor | Nac | Paços | Porti | Por | Rio | S.Cla | Spo | Ton | V.Gui |
| SL Benfica                                                 |     | 2-0 | 2-0  | 2-3 | 2-0 | 3-2 | 1-2   | 1-0 | 2-0 | 1-1 | 2-1   | 2-1   | 1-1 | 2-0 | 2-1   | 4-3 | 2-0 | 0-0   |
| Boavista FC                                                | 3-0 |     | 0-0  | 1-4 | 3-0 | 0-1 | 1-2   | 0-1 | 1-0 | 0-1 | 2-0   | 1-0   | 0-5 | 3-3 | 1-1   | 0-2 | 1-1 | 0-1   |
| Belenenses                                                 | 0-3 | 0-2 |      | 2-1 | 1-2 | 1-1 | 2-1   | 2-0 | 0-0 | 2-1 | 0-2   | 1-0   | 0-0 | 0-0 | 0-2   | 1-2 | 2-0 | 1-1   |
| SC Braga                                                   | 0-2 | 2-1 | 1-1  |     | 1-0 | 1-0 | 1-0   | 2-1 | 2-1 | 2-1 | 1-1   | 2-1   | 2-2 | 3-0 | 0-1   | 0-1 | 4-2 | 3-0   |
| FC Famalicão                                               | 1-5 | 2-2 | 0-0  | 2-2 |     | 0-0 | 0-1   | 2-1 | 0-2 | 3-0 | 2-0   | 0-1   | 1-4 | 1-1 | 1-0   | 2-2 | 2-2 | 0-1   |
| SC Farense                                                 | 0-0 | 3-1 | 0-1  | 1-2 | 3-3 |     | 3-1   | 2-1 | 1-2 | 0-1 | 1-1   | 1-1   | 0-1 | 0-1 | 1-1   | 0-1 | 1-0 | 2-2   |
| Gil Vicente FC                                             | 0-2 | 1-2 | 0-0  | 1-1 | 0-3 | 0-0 |       | 0-1 | 1-2 | 2-0 | 1-2   | 1-0   | 0-2 | 2-0 | 1-0   | 1-2 | 1-1 | 1-2   |
| CS Marítimo                                                | 1-2 | 0-0 | 1-0  | 1-0 | 0-4 | 1-0 | 0-1   |     | 0-2 | 0-0 | 0-3   | 1-2   | 1-2 | 1-0 | 1-2   | 0-2 | 2-1 | 0-0   |
| Moreirense FC                                              | 1-1 | 1-1 | 2-2  | 0-4 | 3-0 | 2-0 | 1-1   | 2-1 |     | 2-2 | 0-1   | 2-2   | 1-1 | 1-1 | 1-0   | 1-1 | 2-3 | 2-2   |
| Nacional da Madeira                                        | 1-3 | 3-3 | 0-0  | 1-2 | 2-1 | 2-3 | 2-1   | 1-2 | 0-1 |     | 1-1   | 1-5   | 0-1 | 1-2 | 1-3   | 0-2 | 2-0 | 1-0   |
| Paços de Ferreira                                          | 0-5 | 1-1 | 1-0  | 2-0 | 2-0 | 0-2 | 0-2   | 1-1 | 3-0 | 2-1 |       | 0-0   | 3-2 | 2-0 | 2-1   | 0-2 | 2-1 | 2-1   |
| Portimonense SC                                            | 1-5 | 1-2 | 1-0  | 0-0 | 0-0 | 2-0 | 4-1   | 0-0 | 1-2 | 1-0 | 1-1   |       | 1-2 | 0-0 | 1-2   | 0-2 | 3-0 | 3-0   |
| FC Porto                                                   | 1-1 | 2-2 | 4-0  | 3-1 | 3-2 | 5-1 | 1-0   | 2-3 | 3-0 | 2-0 | 2-0   | 3-1   |     | 2-0 | 2-1   | 0-0 | 4-3 | 1-0   |
| Rio Ave FC                                                 | 0-3 | 0-0 | 0-0  | 0-0 | 0-1 | 2-0 | 0-2   | 1-3 | 2-0 | 0-0 | 1-1   | 3-0   | 0-3 |     | 1-2   | 0-2 | 2-1 | 0-0   |
| CD Santa Clara                                             | 1-1 | 3-3 | 2-0  | 0-1 | 1-2 | 4-0 | 0-0   | 2-0 | 0-0 | 5-1 | 3-0   | 2-0   | 0-1 | 1-0 |       | 1-2 | 1-1 | 0-4   |
| Sporting CP                                                | 1-0 | 1-0 | 2-2  | 2-0 | 1-1 | 1-0 | 3-1   | 5-1 | 2-1 | 2-0 | 2-0   | 2-0   | 2-2 | 1-1 | 2-1   |     | 4-0 | 1-0   |
| CD Tondela                                                 | 0-2 | 3-1 | 1-3  | 0-4 | 1-0 | 2-0 | 1-0   | 2-1 | 0-0 | 2-1 | 2-3   | 1-0   | 0-2 | 1-1 | 2-0   | 0-1 |     | 0-2   |
| Vitória Guimarães                                          | 1-3 | 2-1 | 0-1  | 0-1 | 1-2 | 2-2 | 2-4   | 1-0 | 2-0 | 3-1 | 1-0   | 1-0   | 2-3 | 1-3 | 1-0   | 0-4 | 1-2 |       |
| - Victoire à domicile - Match nul - Victoire à l'extérieur |     |     |      |     |     |     |       |     |     |     |       |       |     |     |       |     |     |       |

### Domicile et extérieur
| Rang | Équipe               | Pts | J  | G  | N  | P  | Bp | Bc | Diff |
| ---- | -------------------- | --- | -- | -- | -- | -- | -- | -- | ---- |
| 1    | Sporting CP          | 43  | 17 | 13 | 4  | 0  | 34 | 10 | +24  |
| 2    | FC Porto             | 42  | 17 | 13 | 3  | 1  | 40 | 15 | +25  |
| 3    | SL Benfica           | 39  | 17 | 12 | 3  | 2  | 31 | 15 | +16  |
| 4    | SC Braga             | 36  | 17 | 11 | 3  | 3  | 27 | 15 | +12  |
| 5    | FC Paços de Ferreira | 33  | 17 | 10 | 3  | 4  | 23 | 19 | +4   |
| 6    | CD Santa Clara       | 26  | 17 | 7  | 5  | 5  | 26 | 16 | +10  |
| 7    | CD Tondela           | 26  | 17 | 8  | 2  | 7  | 18 | 21 | -3   |
| 8    | Portimonense SC      | 23  | 17 | 6  | 5  | 6  | 20 | 17 | +3   |
| 9    | Belenenses           | 23  | 17 | 6  | 5  | 6  | 15 | 18 | -3   |
| 10   | Moreirense FC        | 22  | 17 | 4  | 10 | 3  | 24 | 23 | +1   |
| 11   | Vitória Guimarães    | 22  | 17 | 7  | 1  | 9  | 21 | 27 | -6   |
| 12   | Boavista FC          | 19  | 17 | 5  | 4  | 8  | 17 | 22 | -5   |
| 13   | FC Famalicão         | 19  | 17 | 4  | 7  | 6  | 19 | 24 | -5   |
| 14   | SC Farense           | 18  | 17 | 4  | 6  | 7  | 19 | 20 | -1   |
| 15   | Rio Ave FC           | 18  | 17 | 4  | 6  | 7  | 12 | 18 | -6   |
| 16   | CS Marítimo          | 18  | 17 | 5  | 3  | 9  | 10 | 21 | -11  |
| 17   | Gil Vicente FC       | 16  | 17 | 4  | 4  | 9  | 13 | 20 | -7   |
| 18   | Nacional da Madeira  | 15  | 17 | 4  | 3  | 10 | 19 | 30 | -11  |

| Rang | Équipe               | Pts | J  | G  | N | P  | Bp | Bc | Diff |
| ---- | -------------------- | --- | -- | -- | - | -- | -- | -- | ---- |
| 1    | Sporting CP          | 42  | 17 | 13 | 3 | 1  | 31 | 10 | +21  |
| 2    | FC Porto             | 38  | 17 | 11 | 5 | 1  | 34 | 14 | +20  |
| 3    | SL Benfica           | 37  | 17 | 11 | 4 | 2  | 38 | 12 | +26  |
| 4    | SC Braga             | 28  | 17 | 8  | 4 | 5  | 26 | 18 | +8   |
| 5    | Gil Vicente FC       | 23  | 17 | 7  | 2 | 8  | 20 | 22 | -2   |
| 6    | FC Famalicão         | 21  | 17 | 6  | 3 | 8  | 21 | 24 | -3   |
| 7    | Vitória Guimarães    | 21  | 17 | 5  | 6 | 6  | 16 | 17 | -1   |
| 8    | Moreirense FC        | 21  | 17 | 6  | 3 | 8  | 13 | 20 | -7   |
| 9    | CD Santa Clara       | 20  | 17 | 6  | 2 | 9  | 18 | 20 | -2   |
| 10   | FC Paços de Ferreira | 20  | 17 | 5  | 5 | 7  | 17 | 22 | -5   |
| 11   | Boavista FC          | 17  | 17 | 3  | 8 | 6  | 22 | 27 | -5   |
| 12   | Belenenses           | 17  | 17 | 3  | 8 | 6  | 10 | 17 | -7   |
| 13   | CS Marítimo          | 17  | 17 | 5  | 2 | 10 | 17 | 26 | -9   |
| 14   | Rio Ave FC           | 16  | 17 | 3  | 7 | 7  | 13 | 22 | -9   |
| 15   | SC Farense           | 13  | 17 | 3  | 4 | 10 | 12 | 28 | -16  |
| 16   | Portimonense SC      | 12  | 17 | 3  | 3 | 11 | 14 | 24 | -10  |
| 17   | CD Tondela           | 10  | 17 | 2  | 4 | 11 | 18 | 36 | -18  |
| 18   | Nacional da Madeira  | 10  | 17 | 2  | 4 | 11 | 11 | 29 | -18  |

### Évolution du classement
Le tableau suivant récapitule le classement au terme de chacune des journées définies par le calendrier officiel, les matchs joués en retard sont pris en compte la journée suivante. Les équipes comptant au moins un match en retard sont indiquées en gras et italiques. Les équipes comptant au moins un match en avance sont quant à elles en gras et soulignées.
| Journées →           | 1  | 2  | 3  | 4  | 5  | 6  | 7  | 8  | 9  | 10 | 11 | 12 | 13 | 14 | 15 | 16 | 17 | 18 | 19 | 20 | 21 | 22 | 23 | 24 | 25 | 26 | 27 | 28 | 29 | 30 | 31 | 32 | 33 | 34 | Lead. | Bar. | Rel. |
|                      |    |    |    |    |    |    |    |    |    |    |    |    |    |    |    |    |    |    |    |    |    |    |    |    |    |    |    |    |    |    |    |    |    |    |       |      |      |
| -------------------- | -- | -- | -- | -- | -- | -- | -- | -- | -- | -- | -- | -- | -- | -- | -- | -- | -- | -- | -- | -- | -- | -- | -- | -- | -- | -- | -- | -- | -- | -- | -- | -- | -- | -- | ----- | ---- | ---- |
| FC Porto             | 2  | 1  | 5  | 3  | 3  | 4  | 4  | 4  | 3  | 3  | 3  | 2  | 2  | 2  | 2  | 2  | 2  | 2  | 2  | 2  | 3  | 3  | 2  | 2  | 2  | 2  | 2  | 2  | 2  | 2  | 2  | 2  | 2  | 2  | 1     |      |      |
| SL Benfica           | 1  | 2  | 1  | 1  | 1  | 2  | 3  | 3  | 2  | 2  | 2  | 3  | 3  | 3  | 3  | 4  | 4  | 4  | 4  | 4  | 4  | 4  | 4  | 3  | 3  | 3  | 3  | 3  | 3  | 3  | 3  | 3  | 3  | 3  | 4     |      |      |
| SC Braga             | 14 | 17 | 12 | 6  | 4  | 3  | 2  | 2  | 4  | 4  | 4  | 4  | 4  | 4  | 4  | 3  | 3  | 3  | 3  | 3  | 2  | 2  | 3  | 4  | 4  | 4  | 4  | 4  | 4  | 4  | 4  | 4  | 4  | 4  |       |      | 1    |
| Sporting CP          | 2  | 3  | 2  | 2  | 2  | 1  | 1  | 1  | 1  | 1  | 1  | 1  | 1  | 1  | 1  | 1  | 1  | 1  | 1  | 1  | 1  | 1  | 1  | 1  | 1  | 1  | 1  | 1  | 1  | 1  | 1  | 1  | 1  | 1  | 29    |      |      |
| Rio Ave FC           | 9  | 11 | 13 | 15 | 10 | 7  | 8  | 9  | 9  | 9  | 13 | 16 | 10 | 10 | 10 | 12 | 14 | 10 | 9  | 9  | 11 | 9  | 9  | 9  | 11 | 12 | 13 | 14 | 15 | 15 | 15 | 15 | 16 | 16 |       | 3    |      |
| FC Famalicão         | 18 | 10 | 11 | 12 | 11 | 14 | 10 | 10 | 11 | 8  | 12 | 15 | 18 | 13 | 15 | 15 | 17 | 17 | 18 | 16 | 16 | 17 | 17 | 14 | 12 | 13 | 15 | 13 | 12 | 14 | 13 | 10 | 9  | 9  |       | 2    | 7    |
| Vitória Guimarães    | 13 | 14 | 9  | 5  | 7  | 6  | 9  | 6  | 5  | 5  | 5  | 5  | 5  | 6  | 6  | 6  | 6  | 6  | 6  | 6  | 6  | 6  | 6  | 6  | 6  | 6  | 6  | 6  | 6  | 6  | 6  | 6  | 6  | 7  |       |      |      |
| Moreirense FC        | 4  | 6  | 7  | 9  | 5  | 9  | 11 | 13 | 13 | 11 | 9  | 11 | 9  | 7  | 7  | 8  | 8  | 8  | 7  | 7  | 8  | 7  | 8  | 8  | 8  | 8  | 8  | 8  | 7  | 8  | 9  | 7  | 8  | 8  |       |      |      |
| CD Santa Clara       | 4  | 4  | 3  | 4  | 6  | 5  | 7  | 8  | 7  | 7  | 10 | 7  | 7  | 9  | 8  | 7  | 7  | 7  | 8  | 8  | 7  | 8  | 7  | 7  | 7  | 7  | 7  | 7  | 8  | 7  | 7  | 8  | 7  | 6  |       |      |      |
| Gil Vicente FC       | 14 | 8  | 10 | 11 | 13 | 15 | 17 | 11 | 12 | 14 | 11 | 10 | 12 | 15 | 16 | 17 | 12 | 14 | 16 | 14 | 15 | 16 | 13 | 12 | 10 | 10 | 11 | 12 | 13 | 13 | 11 | 12 | 11 | 11 |       | 3    | 2    |
| CS Marítimo          | 16 | 8  | 4  | 7  | 9  | 11 | 14 | 15 | 18 | 12 | 7  | 8  | 8  | 6  | 9  | 10 | 11 | 12 | 14 | 18 | 17 | 18 | 15 | 17 | 17 | 16 | 16 | 16 | 14 | 12 | 14 | 14 | 13 | 15 |       | 4    | 6    |
| Boavista FC          | 7  | 16 | 14 | 17 | 17 | 13 | 15 | 17 | 15 | 15 | 16 | 17 | 17 | 18 | 18 | 16 | 16 | 16 | 17 | 17 | 18 | 14 | 16 | 18 | 15 | 15 | 14 | 15 | 16 | 16 | 16 | 16 | 15 | 13 |       | 10   | 11   |
| FC Paços de Ferreira | 9  | 15 | 15 | 13 | 12 | 8  | 5  | 5  | 6  | 6  | 6  | 6  | 6  | 5  | 5  | 5  | 5  | 5  | 5  | 5  | 5  | 5  | 5  | 5  | 5  | 5  | 5  | 5  | 5  | 5  | 5  | 5  | 5  | 5  |       |      |      |
| CD Tondela           | 9  | 12 | 17 | 16 | 15 | 16 | 12 | 14 | 16 | 16 | 17 | 13 | 15 | 11 | 12 | 9  | 10 | 11 | 11 | 12 | 9  | 10 | 11 | 11 | 9  | 11 | 10 | 9  | 9  | 9  | 10 | 11 | 12 | 12 |       | 4    | 2    |
| B-SAD                | 6  | 6  | 8  | 10 | 14 | 12 | 13 | 12 | 8  | 10 | 14 | 12 | 14 | 17 | 11 | 14 | 13 | 13 | 13 | 10 | 10 | 12 | 10 | 10 | 14 | 14 | 12 | 11 | 10 | 11 | 8  | 9  | 10 | 10 |       |      | 1    |
| Portimonense SC      | 9  | 13 | 15 | 13 | 16 | 18 | 18 | 16 | 17 | 18 | 18 | 14 | 16 | 12 | 13 | 13 | 15 | 15 | 12 | 13 | 13 | 11 | 12 | 13 | 13 | 9  | 9  | 10 | 11 | 10 | 12 | 13 | 14 | 14 |       | 4    | 5    |
| Nacional da Madeira  | 7  | 5  | 6  | 8  | 8  | 10 | 6  | 7  | 10 | 13 | 8  | 9  | 11 | 14 | 14 | 11 | 9  | 9  | 10 | 11 | 12 | 13 | 14 | 16 | 18 | 18 | 18 | 18 | 18 | 18 | 18 | 18 | 18 | 18 |       | 1    | 10   |
| SC Farense           | 16 | 18 | 18 | 18 | 18 | 18 | 16 | 18 | 14 | 17 | 15 | 18 | 13 | 16 | 17 | 18 | 18 | 18 | 15 | 15 | 14 | 15 | 18 | 15 | 16 | 17 | 17 | 17 | 17 | 17 | 17 | 17 | 17 | 17 |       | 3    | 23   |

1. ↑  Le match de la douzième journée Vitória Guimarães 
- Nacional da Madeira est reporté au 21 janvier 2021, entre la quatorzième et la quinzième journée en raison de la détection de six cas positifs à la Covid-19 dans l'effectif du Vitória Guimarães[4].
2. ↑  Le match de la quatorzième journée Vitória Guimarães 
- Farense est reporté au 17 février 2021, entre la dix-neuvième et la vingtième journée, en raison de la présence répétée de verglas sur la pelouse du stade D. Afonso Henriques. La rencontre s'était déjà vu décalée d'une journée (le dimanche 17 au lieu du samedi 16 janvier 2021) pour les mêmes raisons[5].

### Meilleurs buteurs
Dernière mise à jour : 9 mai 2021
| Rang | Joueur          | Nationalité | Club            | Buts | Joués |
| ---- | --------------- | ----------- | --------------- | ---- | ----- |
| 1    | Pedro Goncalves | Portugal    | Sporting CP     | 23   | 32    |
| 2    | Haris Seferović | Suisse      | SL Benfica      | 22   | 31    |
| 3    | Mario González  | Espagne     | CD Tondela      | 14   | 24    |
| 4    | Mehdi Taremi    | Iran        | FC Porto        | 13   | 31    |
| 5    | Sérgio Oliveira | Portugal    | FC Porto        | 12   | 30    |
| 6    | Beto            | Portugal    | Portimonense SC | 11   | 27    |
| 7    | Carlos          | Brésil      | CD Santa Clara  | 10   | 29    |
| 8    | Rodrigo Pinho   | Portugal    | CS Marítimo     | 9    | 18    |
| 8    | Ricardo Horta   | Portugal    | SC Braga        | 9    | 30    |
| 8    | Joel Tagueu     | Cameroun    | CS Marítimo     | 9    | 31    |

Source : maxifoot
-
ligaportugal.pt

### Meilleurs passeurs
Dernière mise à jour : 19 avril 2021
| Rang | Joueur                  | Nationalité    | Club                 | Passes | Joués |
| ---- | ----------------------- | -------------- | -------------------- | ------ | ----- |
| 1    | Darwin Núñez            | Uruguay        | SL Benfica           | 7      | 23    |
| 2    | Everton                 | Brésil         | SL Benfica           | 7      | 25    |
| 3    | Álex Grimaldo           | Espagne        | SL Benfica           | 6      | 24    |
| 3    | Haris Seferović         | Suisse         | SL Benfica           | 6      | 24    |
| 3    | Jesús 'Tecatito' Corona | Mexique        | FC Porto             | 6      | 27    |
| 3    | Mehdi Taremi            | Iran           | FC Porto             | 6      | 27    |
| 7    | Angel Gomes             | Angleterre     | Boavista FC          | 5      | 23    |
| 7    | Ricardo Quaresma        | Portugal       | Vitória Guimarães    | 5      | 23    |
| 7    | Alberth Elis            | Honduras       | Boavista FC          | 5      | 24    |
| 7    | Luther Singh            | Afrique du Sud | FC Paços de Ferreira | 5      | 24    |

ligaportugal.pt

## Récompenses mensuelles
Le tableau suivant récapitule les différents vainqueurs des titres honorifiques d'entraîneur, de joueur et de but du mois.
| Mois     | Joueur du mois   | Joueur du mois | Entraîneur du mois | Entraîneur du mois   | But du mois   | But du mois       |
| Mois     | Joueur           | Club           | Entraîneur         | Club                 | Joueur        | Club              |
| -------- | ---------------- | -------------- | ------------------ | -------------------- | ------------- | ----------------- |
| Octobre  | Pedro Gonçalves  | Sporting CP    | Jorge Jesus        | SL Benfica           | Bruno Jordão  | FC Famalicão      |
| Novembre | Pedro Gonçalves  | Sporting CP    | Pepa               | FC Paços de Ferreira | Luis Díaz     | FC Porto          |
| Décembre | Sérgio Oliveira  | FC Porto       | Sérgio Conceição   | FC Porto             | Iuri Medeiros | SC Braga          |
| Janvier  | Mehdi Taremi     | FC Porto       | Pepa               | FC Paços de Ferreira | Pedro Porro   | Sporting CP       |
| Février  | Al Musrati       | SC Braga       | Rúben Amorim       | Sporting CP          | Ryan Gauld    | SC Farense        |
| Mars     | Haris Seferović  | SL Benfica     | Jorge Jesus        | SL Benfica           | Beto          | Portimonense SC   |
| Avril    | Sebastián Coates | Sporting CP    | Rúben Amorim       | Sporting CP          | André Almeida | Vitória Guimarães |

| Mois     | Gardien du mois | Gardien du mois   | Défenseur du mois | Défenseur du mois | Milieu du mois  | Milieu du mois       | Attaquant du mois | Attaquant du mois |
| Mois     | Joueur          | Club              | Joueur            | Club              | Joueur          | Club                 | Joueur            | Club              |
| -------- | --------------- | ----------------- | ----------------- | ----------------- | --------------- | -------------------- | ----------------- | ----------------- |
| Octobre  | Bruno Varela    | Vitória Guimarães | Pepe              | FC Porto          | Pedro Gonçalves | Sporting CP          | Thiago Santana    | CD Santa Clara    |
| Novembre | Matheus         | SC Braga          | Pedro Porro       | Sporting CP       | Pedro Gonçalves | Sporting CP          | Rodrigo Pinho     | CS Marítimo       |
| Décembre | Antonio Adán    | Sporting CP       | Pedro Porro       | Sporting CP       | Sérgio Oliveira | FC Porto             | Mehdi Taremi      | FC Porto          |
| Janvier  | Antonio Adán    | Sporting CP       | Pedro Porro       | Sporting CP       | Bruno Costa     | FC Paços de Ferreira | Mehdi Taremi      | FC Porto          |
| Février  | Antonio Adán    | Sporting CP       | Sebastián Coates  | Sporting CP       | Al Musrati      | SC Braga             | Mehdi Taremi      | FC Porto          |
| Mars     | Helton Leite    | SL Benfica        | Sebastián Coates  | Sporting CP       | Sérgio Oliveira | FC Porto             | Haris Seferović   | SL Benfica        |
| Avril    | Antonio Adán    | Sporting CP       | Sebastián Coates  | Sporting CP       | João Palhinha   | Sporting CP          | Mario González    | CD Tondela        |

## Bilan de la saison
- Meilleure attaque : FC Porto (74 buts marqués)
- Meilleure défense : Sporting CP (20 buts encaissés)
- Plus mauvaise attaque : B-SAD et Rio Ave FC (25 buts marqués)
- Plus mauvaise défense : Nacional da Madeira (59 buts encaissés)
- Premier but de la saison :  Luca Waldschmidt   19e pour le SL Benfica contre le FC Famalicão (5-1) le 18 septembre 2020 (1re journée).
- Dernier but de la saison :
- Premier penalty :
  - Transformé :  Alex Telles  45’+4 pour le FC Porto contre le SC Braga (3-1) le 19 septembre 2020 (1re journée).
  - Raté :  Douglas Tanque  pour le FC Paços de Ferreira contre le Portimonense SC (1-1) le 21 septembre 2020 (1re journée).
- Premier but sur coup franc direct :
- Premier but contre son camp :  Lucas Possignolo  45’+2 de FC Paços de Ferreira en faveur du Portimonense SC (1-1) le 21 septembre 2020 (1re journée).
- But le plus rapide d'une rencontre :
- But le plus tardif d'une rencontre :
- Premier doublé :  Luca Waldschmidt   19e   66e pour le SL Benfica contre le FC Famalicão (5-1) le 18 septembre 2020 (1re journée).
- Premier triplé :
- Plus grand nombre de buts dans une rencontre pour un joueur :
- Premier carton jaune :  Rúben Dias (SL Benfica)  27e lors de SL Benfica - FC Famalicão (5-1) le 18 septembre 2020 (1re journée).
- Premier carton rouge :  Raúl Silva (SC Braga)   75e lors de FC Porto - SC Braga (3-1) le 19 septembre 2020 (1re journée).
- Nombre de  durant la saison :
- Nombre de  durant la saison :
- Doyen de la saison :
- Plus jeune joueur de la saison :  Dário Essugo (Sporting CP) lors de Sporting CP - Vitória Guimarães (1-0) le 20 mars 2021 (24e journée).
- Plus large victoire à domicile :
  - 5-1 lors de CD Santa Clara - Nacional da Madeira le 11 avril 2021 (26e journée).
- Plus large victoire à l'extérieur :
  - 0-5 lors de FC Paços de Ferreira - SL Benfica le 10 avril 2021 (26e journée).
- Plus grand nombre de buts dans une rencontre : 7 buts
  - 4-3 lors de FC Porto - CD Tondelas le 5 décembre 2020 (9e journée).
- Plus grand nombre de buts dans une mi-temps pour une équipe :
- Nombre de buts inscrits dans la saison :
- Plus grande série de victoires consécutives :
- Plus grande série de matchs nuls consécutifs :
- Plus grande série de défaites consécutives :
- Plus grande série de matchs sans défaite :
- Plus grande série de matchs sans victoire :
- Champion :

## Clubs engagés dans les compétitions de l'UEFA
Dernière mise à jour : 13 avril 2021
| Club        | Compétition         | Résultat                                    | Contre         | Contre         | Contre         | Statut                                                              |
| ----------- | ------------------- | ------------------------------------------- | -------------- | -------------- | -------------- | ------------------------------------------------------------------- |
| FC Porto    | Ligue des champions | Quarts de finale                            | Chelsea FC     | Chelsea FC     | Chelsea FC     | Éliminé (13/04/2021)                                                |
| SL Benfica  | Ligue des champions | 3e tour de qualification pour non-champions | PAOK Salonique | PAOK Salonique | PAOK Salonique | Éliminé (15/09/2020) Reversé en phase de groupes de la Ligue Europa |
| SL Benfica  | Ligue Europa        | Seizièmes de finale                         | Arsenal FC     | Arsenal FC     | Arsenal FC     | Éliminé (25/02/2021)                                                |
| SC Braga    | Ligue Europa        | Seizièmes de finale                         | AS Roma        | AS Roma        | AS Roma        | Éliminé (25/02/2021)                                                |
| Sporting CP | Ligue Europa        | Barrages                                    | LASK           | LASK           | LASK           | Éliminé (01/10/2020)                                                |
| Rio Ave FC  | Ligue Europa        | Barrages                                    | AC Milan       | AC Milan       | AC Milan       | Éliminé (01/10/2020)                                                |

## Classements UEFA
Le classement par coefficient des associations est calculé sur la base des résultats des clubs de chaque association sur la saison en Ligue des champions et en Ligue Europa.
Le classement, combiné à celui des quatre années précédentes, est utilisé pour déterminer le nombre de clubs qu'une association (pays) pourra engager dans les compétitions de clubs de l'UEFA dans les années à venir.

### Coefficients des clubs
Dernière mise à jour : 7 mai 2021
Ligue des champions 2020-2021
- Phase finale

Ligue Europa 2020-2021
- Phase finale
- Barrages

| Rang 2019/2020 | Rang 2020/2021 | Évolution | Club        | 2016/2017 | 2017/2018 | 2018/2019 | 2019/2020 | 2020/2021 |                  |
| Rang 2019/2020 | Rang 2020/2021 | Évolution | Club        | 2016/2017 | 2017/2018 | 2018/2019 | 2019/2020 | 2020/2021 | Coefficient UEFA |
| -------------- | -------------- | --------- | ----------- | --------- | --------- | --------- | --------- | --------- | ---------------- |
| 19             | 16             | +3        | FC Porto    | 17,000    | 17,000    | 23,000    | 7,000     | 23,000    | 87,000           |
| 20             | 24             | -4        | SL Benfica  | 17,000    | 4,000     | 17,000    | 10,000    | 10,000    | 58,000           |
| 35             | 43             | -8        | SC Braga    | 5,000     | 9,000     | 2,000     | 10,000    | 9,000     | 35,000           |
| 30             | 32             | -2        | Sporting CP | 6,000     | 17,000    | 10,000    | 10,000    | 2,500     | 45,500           |
| 127            | 129            | -2        | Rio Ave FC  | 1,000     | -         | 1,500     | -         | 2,500     | 5,000 (9,709)    |

Source : uefa.com.

### Coefficients des associations
Dernière mise à jour : 7 mai 2021
| 2  | 1 | +1 | Angleterre | 14,928 | 20,071 | 22,071 | 18,571 | 23,928 | 100,140 | 3/7 |
| 1  | 2 | -1 | Espagne    | 20,142 | 19,714 | 19,571 | 18,928 | 19,357 | 97,712  | 1/7 |
| 4  | 3 | +1 | Italie     | 14,250 | 17,333 | 12,642 | 14,928 | 16,285 | 75,438  | 7   |
| 3  | 4 | -1 | Allemagne  | 14,571 | 9,857  | 15,214 | 18,714 | 15,214 | 73,570  | 7   |
| 5  | 5 | =  | France     | 14,416 | 11,500 | 10,583 | 11,666 | 7,916  | 56,081  | 6   |
| 6  | 6 | =  | Portugal   | 8,083  | 9,666  | 10,900 | 10,300 | 9,600  | 48,549  | 5   |
| 10 | 7 | +3 | Pays-Bas   | 9,100  | 2,900  | 8,600  | 9,400  | 9,200  | 39,200  | 5   |

Source : uefa.com.

## Bilan de la saison
| Championnat du Portugal de football 2020-2021          |                         |
| Champion                                               | Sporting CP (19e titre) |
| Dauphin                                                | FC Porto                |
| Coupes et trophées                                     |                         |
| Vainqueur de la Coupe du Portugal 2020-2021            | SC Braga                |
| Vainqueur de la Coupe de la Ligue portugaise 2020-2021 | Sporting CP             |
| Qualifications continentales                           |                         |
| Ligue des champions de l'UEFA 2021-2022                | Sporting CP             |
| Ligue des champions de l'UEFA 2021-2022                | FC Porto                |
| Ligue des champions de l'UEFA 2021-2022                | SL Benfica              |
| Ligue Europa 2021-2022                                 | SC Braga                |
| Ligue Europa Conférence 2021-2022                      | FC Paços de Ferreira    |
| Ligue Europa Conférence 2021-2022                      | CD Santa Clara          |
| Promotions et relégations                              |                         |
| Promus en Liga NOS                                     | GD Estoril-Praia        |
| Promus en Liga NOS                                     | FC Vizela               |
| Promus en Liga NOS                                     | FC Arouca               |
| Relégués en Liga Portugal 2 SABSEG                     | CD Nacional             |
| Relégués en Liga Portugal 2 SABSEG                     | SC Farense              |
| Relégués en Liga Portugal 2 SABSEG                     | Rio Ave FC              |